# Sciarada (film)
Sciarada (Charade) è un film del 1963 diretto da Stanley Donen. È ispirato al racconto The Unsuspecting Wife scritto nel 1961 da Peter Stone e Marc Behm.

## Trama
In vacanza sulle Alpi, l'americana Regina "Reggie" Lampert confida all'amica Sylvie di aver intenzione di divorziare dal proprio marito Charles, uno svizzero dal passato oscuro e dal presente alquanto misterioso. Ritornata a Parigi, Reggie trova il lussuoso appartamento coniugale completamente vuoto; ad attenderla e a condurla in commissariato c'è l'ispettore Grandpierre, che le rivela che Charles è appena stato assassinato e gettato dal treno su cui viaggiava, sulla tratta Parigi-Bordeaux. Charles, che in realtà era un incallito avventuriero, in possesso di ben quattro passaporti falsi, stava fuggendo con l'equivalente di 250000 $ ricavati dalla vendita di quanto contenuto nell'appartamento e la polizia sospetta che anche la donna sia coinvolta.

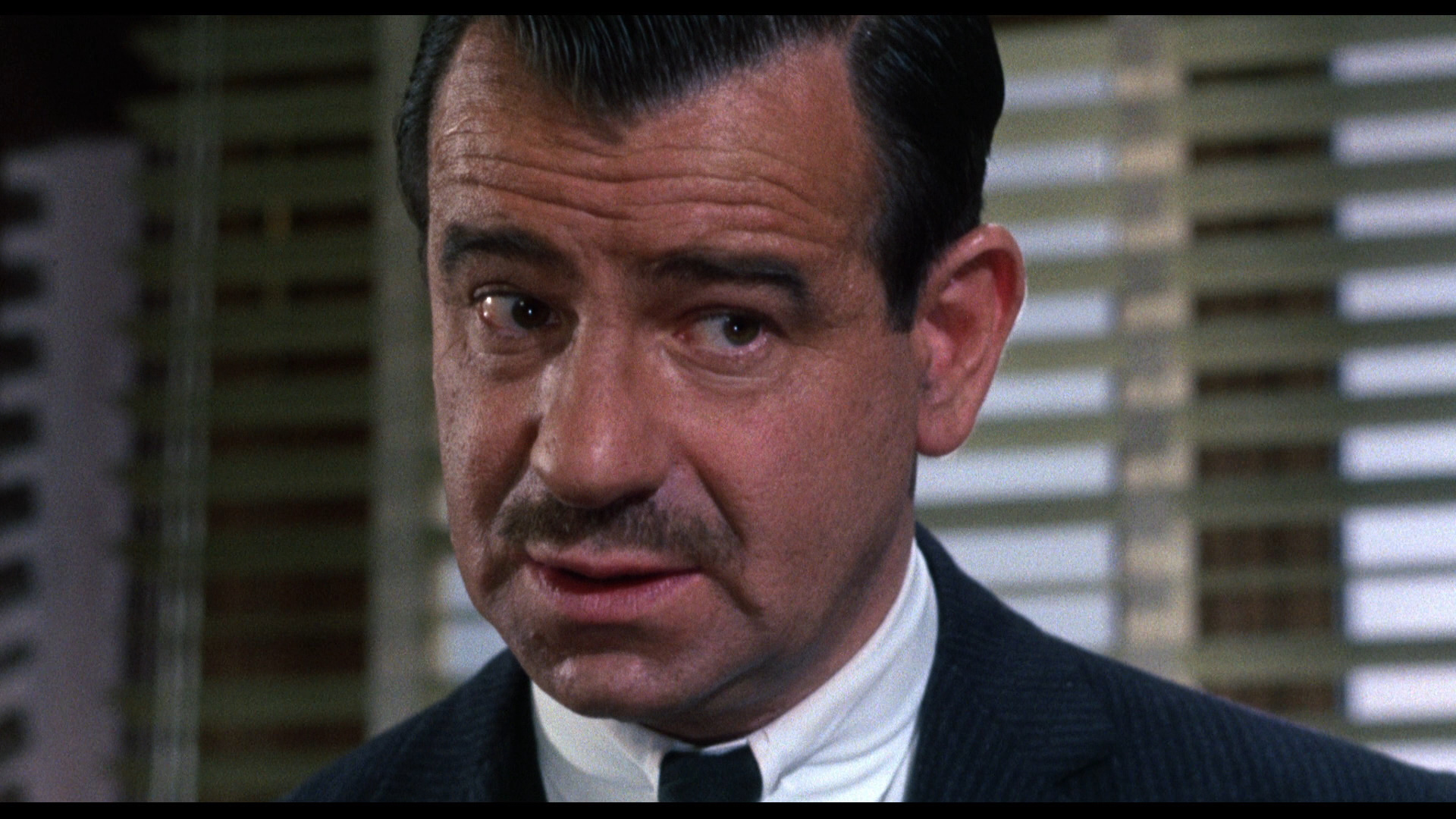
Walter Matthau in una scena del film

Di nuovo nell'appartamento, Reggie si trova davanti Peter Joshua, un uomo conosciuto in vacanza che si offre di aiutarla. Il giorno dopo Reggie viene convocata all'ambasciata americana dal funzionario della CIA Hamilton Bartholomew, che la informa dei retroscena relativi al denaro sparito: durante l'ultima guerra Charles e tre complici, Tex, Scobie e Gideon, tutti appartenenti all'Office of Strategic Services, il servizio segreto americano durante la seconda guerra mondiale, avevano sottratto 250.000 dollari destinati alla Resistenza francese, nascondendo la somma in attesa di recuperarla alla fine del conflitto; Charles aveva però ingannato i compagni tornando a prendere il denaro in anticipo a loro insaputa. Bartholomew invita Reggie a collaborare con la CIA, ma la mette in guardia sulla pericolosità dei tre ex complici del marito, i quali sono infatti a caccia del bottino e l'avvicinano minacciosamente durante il funerale di Charles, facendole capire di essere convinti che lei abbia il denaro. Reggie confida tutto a Peter, ignorando che lui sia in contatto con i tre.
Dopo una zuffa fra Joshua e Scobie nella camera di Reggie, Scobie le telefona avvertendola di non fidarsi di Peter e rivelandole che l'uomo in realtà si chiama Dyle. Su consiglio di Bartholomew, Reggie pedina Peter fino alla sede parigina dell'American Express e gli telefona da una cabina chiedendogli spiegazioni. Peter, che ammette di chiamarsi Alexander Dyle e di essere fratello di Carson Dyle, già compagno di Charles, Tex, Scobie e Gideon, dichiara a Reggie di essere alla ricerca delle prove dell'assassinio del fratello a opera dei complici, avvenuto all'epoca del furto del denaro. Tex, Scobie e Gideon, i quali alloggiano presso l'Hotel Saint Jacques (lo stesso di Reggie e Dyle) propongono una reciproca perquisizione delle stanze alla ricerca dei soldi, ma durante le ricerche Scobie viene trovato annegato nella vasca da bagno di Dyle. Bartholomew informa Reggie che Carson Dyle non aveva fratelli perciò, durante una gita serale sulla Senna in bateau-mouche, la donna interroga nuovamente Dyle, che modifica la sua versione e le rivela di essere Adam Canfield, un ladro di professione. Nella notte, anche Gideon viene ucciso nell'ascensore dell'albergo.

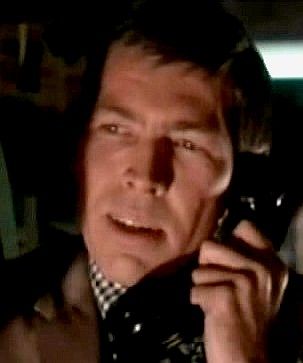
James Coburn in una scena del film

Reggie riprende a lavorare all'UNESCO come interprete, e là viene raggiunta da Adam, il quale si è accorto che dalla borsa di Charles manca un oggetto personale: un'agenda su cui aveva annotato il suo ultimo appuntamento. La donna ricorda che si trattava di un incontro fissato per le 17,30 del giovedì precedente, ai Jardins des Champs-Élyseés. I due, giunti sul posto, scorgono Tex. Mentre Adam lo sorveglia, Reggie incontra l'amica Sylvie, che ha accompagnato il figlioletto Jean-Louis al mercatino dei francobolli che si tiene ogni giovedì pomeriggio. Tex, Adam e Reggie hanno contemporaneamente un'intuizione: il denaro è stato speso per l'acquisto di tre francobolli rari, poi apposti sulla busta di una lettera nella borsa di Charles. I due uomini corrono all'hotel mentre Reggie, che aveva regalato quei francobolli a Jean-Louis, si fa indicare dal bimbo il commerciante a cui il piccolo li ha appena venduti, ma la bancarella nel frattempo è stata chiusa in tutta fretta. La donna riesce comunque a rintracciare lo studio di filatelia di monsieur Felix, che la accoglie con la consapevolezza che lo scambio è stato di certo un errore e le restituisce i preziosi francobolli.
Reggie torna in hotel, dove scopre il cadavere di Tex, assassinato non senza essere riuscito a scrivere sulla moquette il nome "Dyle" prima di morire. Sconvolta dalla convinzione che l'assassino sia Adam, Reggie telefona a Bartholomew, comunicandogli gli ultimi avvenimenti; l'uomo le dà appuntamento al Palais-Royal. Reggie esce inseguita da Adam, sopraggiunto nel frattempo. L'inseguimento, prima sul "metrò" e poi a piedi, si conclude tra le colonne del Palais-Royal, dove avviene l'ennesimo colpo di scena: Bartholomew è Carson Dyle, il quarto complice che Charles, Tex, Scobie e Gideon credevano fosse morto anni prima e che è invece sopravvissuto ed è tornato per vendicarsi dei vecchi compagni e recuperare il denaro. La donna riesce a fuggire e si rifugia nel vicino teatro della Comédie-Française, dove Adam la salva uccidendo Dyle. Il mattino dopo, recandosi all'ambasciata americana per restituire i francobolli, Reggie scopre che Adam, di cui si è ormai innamorata, è in realtà Brian Cruikshank, un funzionario del dipartimento del tesoro degli Stati Uniti d'America, incaricato di recuperare il denaro. L'amore fra i due può ora trionfare, coronato dalla proposta di matrimonio da parte di Brian.

## Curiosità della versione italiana
Per una manciata di frasi i doppiatori italiani di Cary Grant e Audrey Hepburn, nella scena dopo il gelato lungo la Senna di Parigi, sono cambiati.

## Remake
Nel 2002 è stato girato un remake da Jonathan Demme intitolato The Truth About Charlie, interpretato da Mark Wahlberg.

## Omaggi
Il finale del film, con i due protagonisti che si baciano, si vede in una scena di Pretty Woman di Garry Marshall (1990).

## Riconoscimenti
- 1964 - Premio Oscar
  - Candidatura per la Miglior canzone (Charade) a Henry Mancini
- 1964 - Golden Globe
  - Candidatura per la Migliore attrice in un film commedia o musicale a Audrey Hepburn
  - Candidatura per il Miglior attore in un film commedia o musicale a Cary Grant
- 1964 - Premio BAFTA
  - Migliore attrice britannica a Audrey Hepburn
  - Candidatura al Miglior attore straniero a Cary Grant
- Nel 2022 è stato selezionato per la conservazione nel National Film Registry degli Stati Uniti dalla Biblioteca del Congresso come "culturalmente, storicamente o esteticamente significativo"[1].